# 枚方市立樟葉南小学校
枚方市立樟葉南小学校（ひらかたしりつ くずはみなみしょうがっこう）は、大阪府枚方市楠葉美咲一丁目にある公立小学校。
1972年に枚方市立樟葉小学校および枚方市立殿山第二小学校の2校より分離開校した。楠葉地区の南東部を校区とし、校区は京都府八幡市と接している。

## 沿革
出典：
- 1972年4月1日 - 枚方市立樟葉南小学校として開校。
- 1974年4月1日 - 枚方市立樟葉西小学校を分離。
- 1978年 - 校内給食調理施設が完成。
- 1979年4月1日 - 枚方市立船橋小学校を分離。
- 2008年8月 - 枚方市学習環境整備PFI事業による校庭の芝生化、壁面緑化（緑のじゅうたん・緑のカーテン）[2]。
- 2009年12月 - 枚方市学習環境整備PFI事業による校内のLAN接続工事新設[2]。
- 2023年 - プールの授業が樟葉スイミングに移行。
- 2024年-校内給食調理施設の工事をする。

## 通学区域
- 枚方市 楠葉朝日1丁目-3丁目、楠葉美咲1丁目-3丁目、楠葉面取町（地番表示地域）、楠葉面取町1丁目・2丁目、北船橋町、船橋本町。

2014年度まで卒業生は枚方市立楠葉中学校・枚方市立楠葉西中学校・枚方市立招提北中学校の3校へ分かれて進学していた。2015年度からは基本的に枚方市立楠葉西中学校への進学となっており、従来楠葉中学校・招提北中学校に進学していた通学区域の児童が従前の学校に進学する場合は、指定校変更の手続きが個別に必要となった（2026年度までの適用）。

## 交通
- 京阪バス 樟葉南小学校バス停。
- 京阪本線 樟葉駅 南東へ約2km。